# بانک‌پست
بانک‌پست (انگلیسی: Bancpost) شرکت خدمات مالی و بانکداری رومانیایی است، که در سال ۱۹۹۱ تأسیس شد.